# Statsministerens åbningstale 2021
Statsministerens åbningstale 2021 var åbningstalen til folketingsåret 2021/2022 afholdt 5. oktober 2021. I talen var der bl.a. fokus på klima, uddannelse og nærhed.

## Indhold
Talen tog udgangspunkt i klimadagsordenen, hvor 9 partier dagen inden Folketingets åbning var blevet enige om et bredt forlig. Mette Frederiksen henviste her til at Danmark skulle have et aktivt klimadiplomati frem mod COP26 i Glasgow. Klimafokus ledte til tale om Arktis og det stigende internationale fokus herpå, hvor samarbejdet med Grønland og Færøerne også blev fremhævet. Hernæst adresserede hun manglen på arbejdskraft, der har været påpeget flere steder i den sidste tid. En ny trepartsaftale desangående kom dog også på plads dagen efter talen.
Flere gange i talen kredsede Statsministeren om regeringen reformpakke "Danmark kan mere 1". Det var blandt andet indledningen til et fokus på uddannelse, hvor der blev sagt, at der skulle være bedre overgang mellem uddannelse og job. Næstefter vendte hun sagen om lovgivning, der går for hurtigt. Hun talte om en kommende velfærdslov, og hun rettede endvidere fokus mod landets sammenhængskraft, hvor hun nævnte Nærhedsreformen med mindre centralisering og splittelsen i byerne. Her var budskabet boliger, som alle kunne have råd til i de store byer. I forhold til nærhed blev nærpoliti og nærhospitaler nævnt.
Talen blev afsluttet med et fokus på piger og kvinders rettigheder både med henvisning til situationen i Afghanistan og Danmark, herunder et opgør med social kontrol. 

## Reaktioner
Fokus på klima var noget, som de øvrige partier i rød blok roste på de sociale medier i forbindelse med åbningstalen. Kristian Thulesen Dahl var en af kritikerne af talen, idet han påpegede, at "hun slet ikke gennemfører det hun i virkeligheden står og siger". Den kritik var blandt andet rettet mod antallet af love i lovprogrammet, som kritiseres for ikke at være smallere end hidtil. En anden kritik, der blev rettet mod Statsministeren efter åbningen var, at hun ikke ville interviewes af medierne.
Indvandrerproblematikken havde ikke samme centrale placering i talen som ved Statsministerens åbningstale 2019 og i 2020. En analyse peger på, at talen ikke peger mod et efterårsvalg til Folketinget og var fokuseret omkring klassiske centrum-venstre-emner.

### Åbningsdebatten
Torsdag d. 7. oktober blev åbningstalen debatteret i Folketinget ved åbningsdebatten. Debatten varede i godt 15 timer. Fokuspunkter i debatten var sagen om de evakuerede kvinder fra Syrien samt klima, ligestilling og velfærd. Dertil handlede debatten om mangel på arbejdskraft og beskæftigelsespolitik. Desuden kunne man af åbningsdebatten konkludere, at velfærd bliver et vigtigt tema, da Socialdemokratiet, Venstre og Konservative gerne ville diskutere netop dette emne under åbningsdebatten, som var blevet vendt i forbindelse med den kommende velfærdslov i åbningstalen. Dette vidner om, at fokus er rykket fra værdipolitik til fordelingspolitik.
Under åbningsdebatten blev Pernille Skipper sendt ud af folketingssalen af næstformand Pia Kjærsgaard, hvilket efterfølgende har affødt beskyldninger fra Rasmus Jarlov mod Skipper for at bruge sin baby som spin. Episoden fra åbningsdagen med racistiske tilråb fra Toke Lorenzen til Sikandar Siddique og hans forældre fik også fokus til åbningsdebatten, hvor Siddique takkede for opmærksomheden efter episoden, der endnu engang har skabt opmærksomhed på racisme i Danmark. I debatten lagde det færøske medlem Sjúrður Skaale vægt på drabene af hvidskævinger 12. september.